# Fel man
Fel man är en amerikansk dramadokumentär film från 1956 i regi av Alfred Hitchcock. Med Henry Fonda och Vera Miles i huvudrollerna. Filmen handlar om den sanna historien om en oskyldig man, åtalad för ett brott som beskrivs Maxwell Andersons bok The True Story of Christopher Emmanuel Balestrero och i tidningsartikeln "A Case of Identity" (Life magazine, 29 juni 1953) av journalisten Herbert Brean. Det är en av få Hitchcock-filmer som är baserade på en sann historia och vars handling följer de verkliga händelserna nära. Alfred Hitchcock gör själv ett framträdande i början av filmen, som en mörk silhuett, där han proklamerar att historien är helt sann.

## Handling
Den fattige musikern Manny Balestrero blir falskt utpekad som rånare vilket leder till att hans tillvaro faller samman helt. Samtidigt glider hans fru Rose allt mer in i psykisk ohälsa.

## Rollista
- Henry Fonda - Manny Balestrero
- Vera Miles - Rose Balestrero
- Anthony Quayle - Frank D. O'Connor
- Harold J. Stone - Det. Lt. Bowers
- Charles Cooper - Det. Matthews
- John Heldabrand - Tomasini
- Esther Minciotti - Mama Balestrero
- Doreen Lang - Ann James
- Laurinda Barrett - Constance
- Norma Connolly - Betty Todd
- Nehemiah Persoff - Gene Conforti

I statistroller återfinns bland andra Tuesday Weld och Harry Dean Stanton.